# Вілландро (провінція Больцано)
Вілландро (італ. Villandro) — муніципалітет в Італії, у регіоні Трентіно-Альто-Адідже,  провінція Больцано.
Вілландро розташоване на відстані близько 540 км на північ від Рима, 75 км на північний схід від Тренто, 21 км на північний схід від Больцано.
Населення — 1861 особа (2014).

## Демографія
Населення за роками:

Станом на 1 січня 2023 року в муніципалітеті офіційно проживали 73 іноземці з 20 країн, серед них 34 громадяни країн Євросоюзу та 1 громадянин України.

## Сусідні муніципалітети
- Барб'яно
- Кьюза
- Лайон
- Ренон
- Сарентіно